# Corona imperiale d'Austria

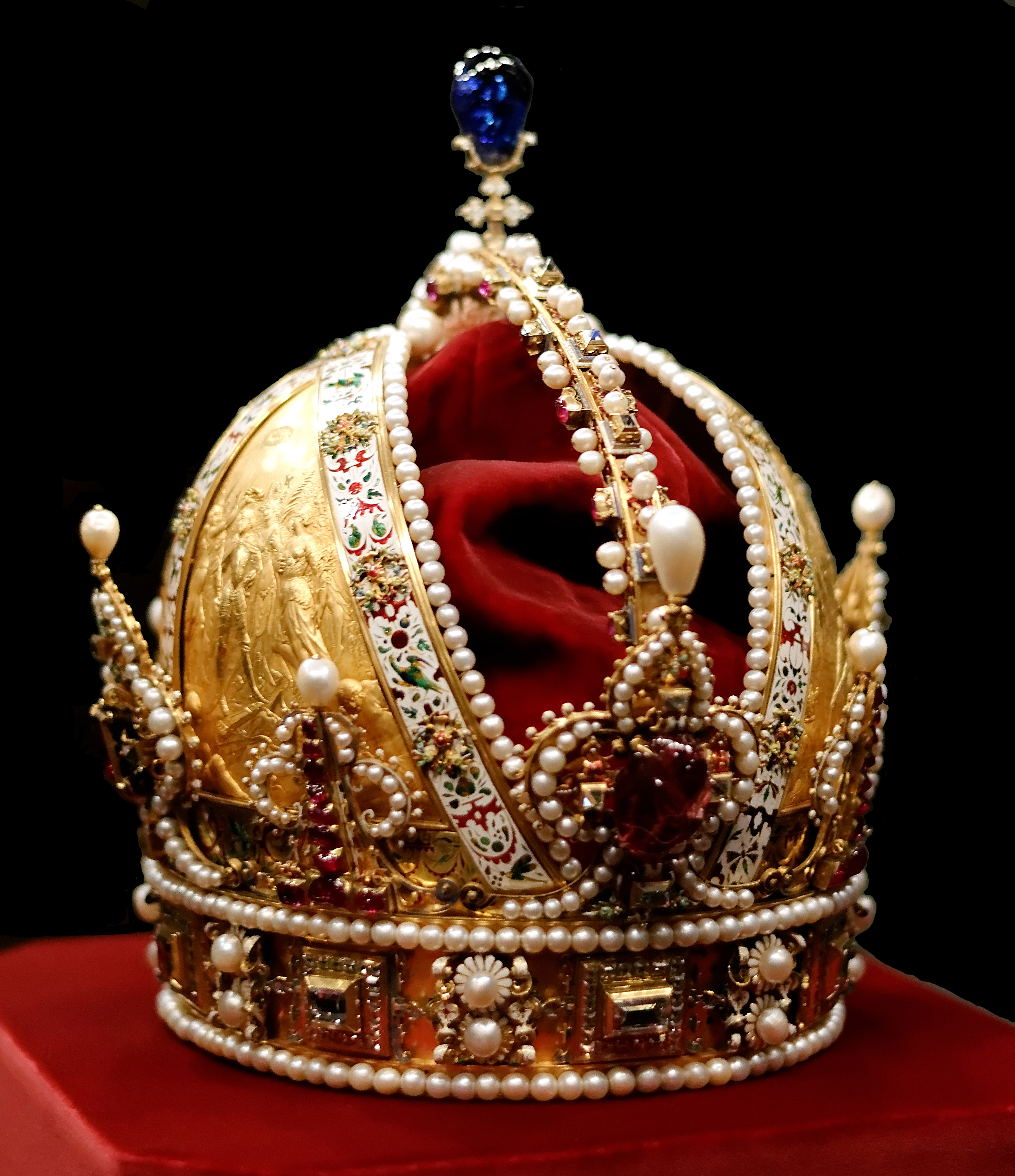
La corona imperiale d'Austria.

La corona imperiale d'Austria (tedesco: Österreichische Kaiserkrone oppure Krone des Kaisertums Österreich) era originariamente la corona di Rodolfo II d'Asburgo, e successivamente divenne la corona di stato dell'Impero austro-ungarico.

## Storia
La corona di Rodolfo II venne realizzata nel 1602 a Praga da Jan Vermeyen, uno dei più famosi gioiellieri dell'epoca fatto venire appositamente da Anversa. La corona è suddivisa in tre parti: il circolo (Kronreif), la mitra (Mitra) e l'arco (Kronbügel).
La corona è attualmente esposta nell'Hofburg di Vienna, in Austria.

## Caratteristiche

### Il circolo
Il circolo, di per sé, costituisce già una corona; la mitra e l'arco sono stati aggiunti successivamente. Esso simboleggia l'autorità regale ed è decorato da otto gigli che, probabilmente, sono stati ispirati dalla corona di San Venceslao. Il numero otto è un tema presente anche nella corona del Sacro Romano Impero, dal momento che il circolo di quella è costituito da otto lastre. Il circolo è arricchito da pietre preziose come spinelli, zirconi e perle. Gli zirconi sono tagliati in modo che siano piatti nella parte anteriore.

### La mitra
La mitra simboleggia il diritto divino e la posizione dell'imperatore: durante l'incoronazione, infatti, veniva ordinato diacono. La mitra è realizzata in oro con una banda in smalto lavorato che raffigura uccelli e piante ed è divisa in quattro sezioni, le quali rappresentano gli onori di Rodolfo II d'Asburgo. La prima parte mostra lui, in ginocchio, mentre riceve la corona del Sacro Romano Impero a Ratisbona. La seconda mostra il tragitto verso l'incoronazione a re d'Ungheria a Presburgo. La terza mostra la sua processione d'incoronazione attraverso Praga come re di Boemia, e la quarta raffigura un'allegoria della sua vittoria contro i turchi.

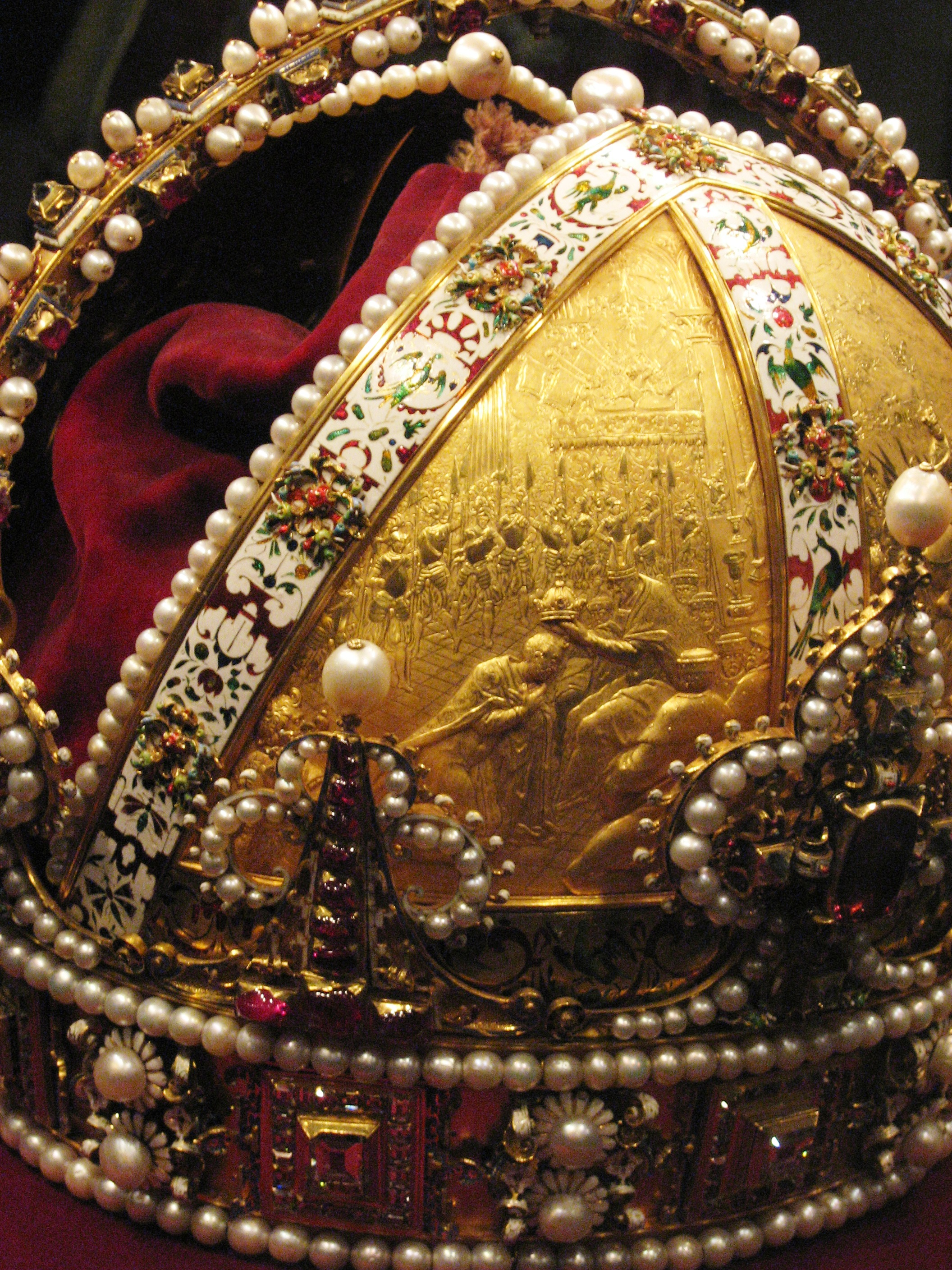
Incoronazione a Ratisbona come imperatore del Sacro Romano Impero.
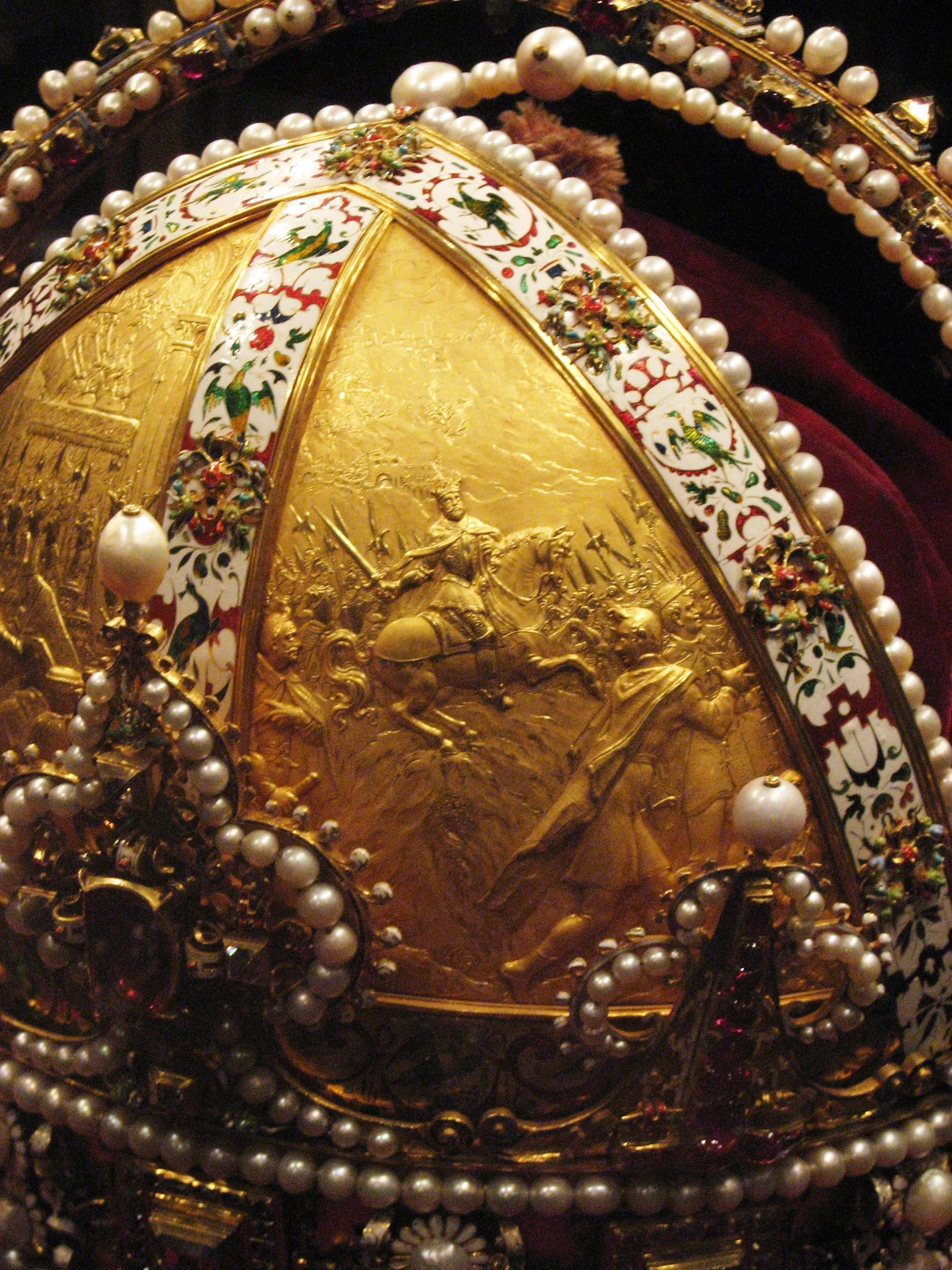
Viaggio verso l'incoronazione a re d'Ungheria a Presburgo (oggi detta Bratislava).
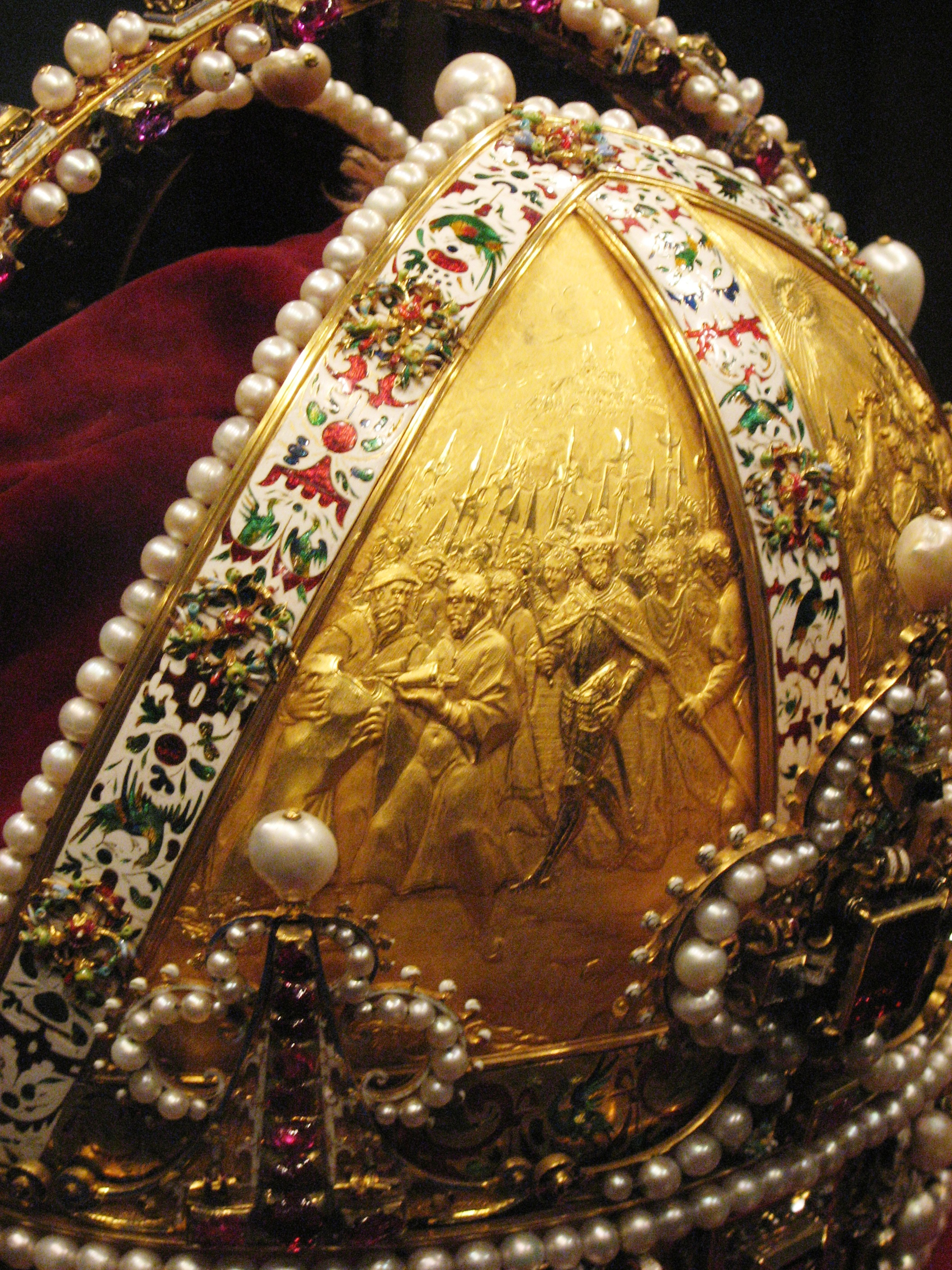
Processione d'incoronazione attraverso Praga come re di Boemia.
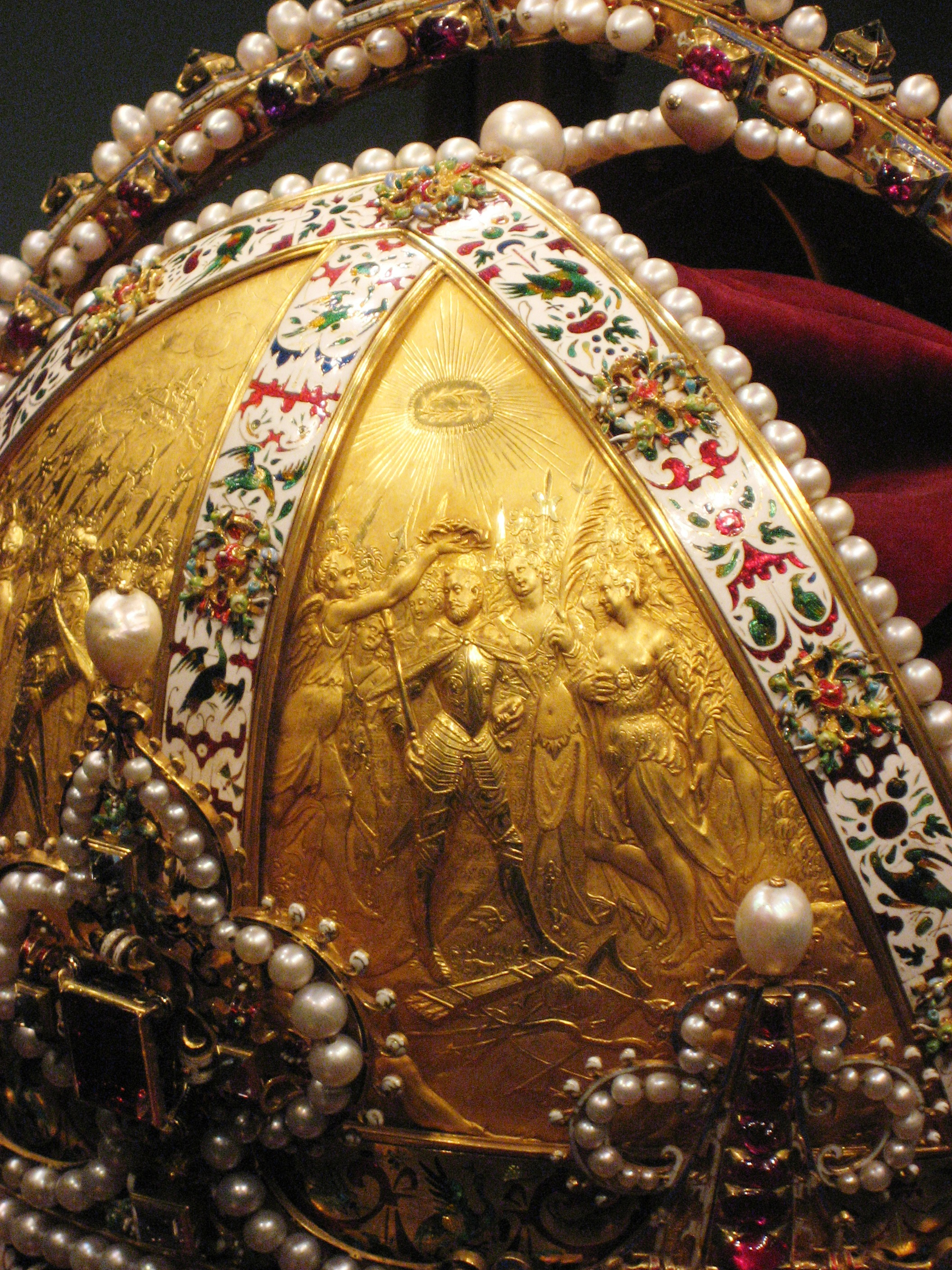
Allegoria della vittoria di Rodolfo II contro i turchi.

### L'arco
L'arco è ispirato alla corona del Sacro Romano Impero ed è arricchito da otto diamanti. Nella parte superiore dell'arco c'è un grosso smeraldo verde-blu di forma ovale che simboleggia il cielo, sopra una croce piccola e più modesta. L'iscrizione, in latino, recita: RVDOLPHVS II ROM IMP AVGVSTUS HVNG ET BOH REX CONSTRVXIT MDCII (Rodolfo II Imperatore romano Augusto, re d'Ungheria e di Boemia fece costruire [questa corona] nel 1602).

### Scettro e globo

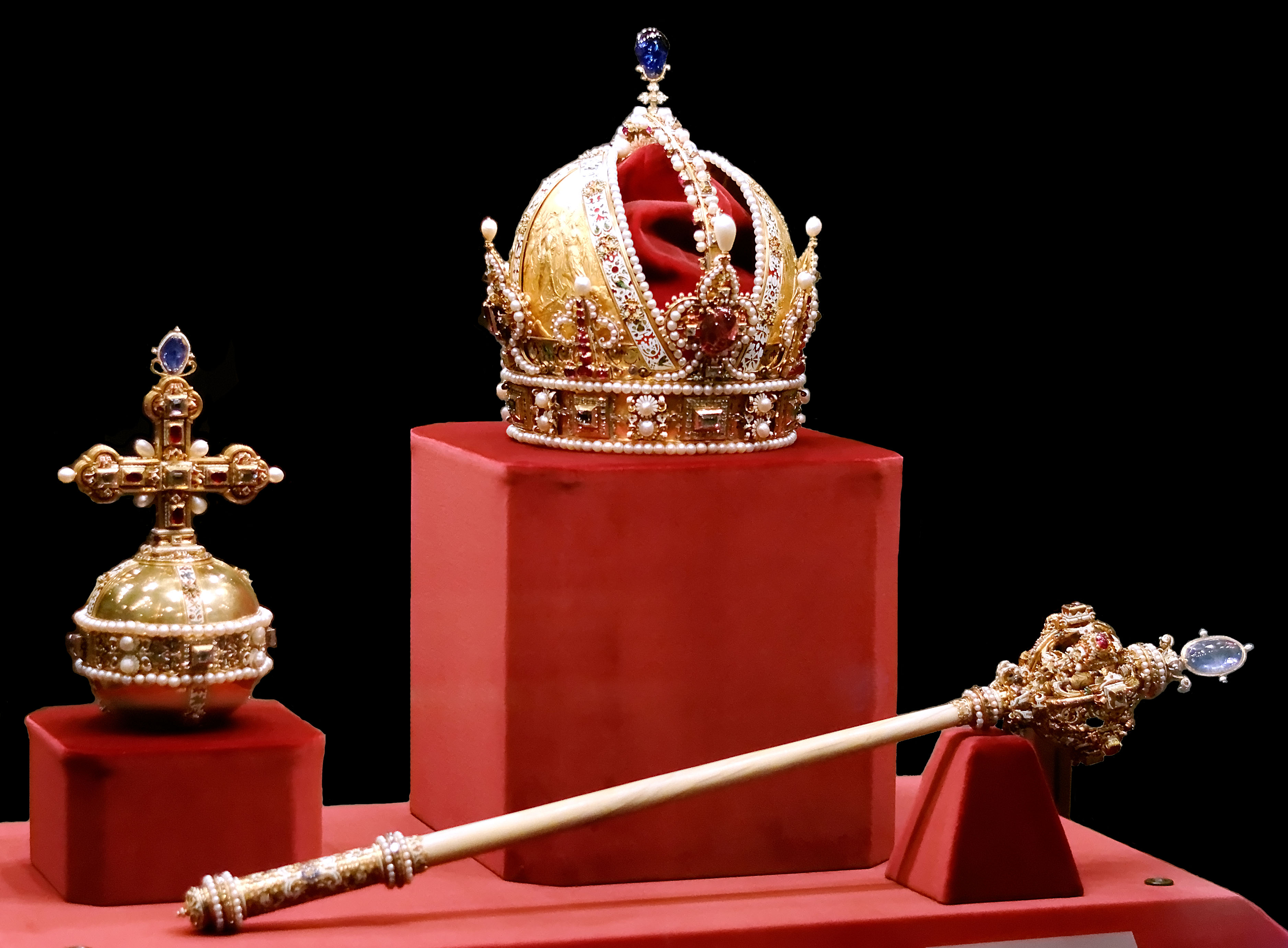
Il globo, la corona e lo scettro.

Appartengono alle regalia imperiali anche lo scettro ed il globo crucigero, realizzati da Andreas Ochsenbruck nel 1612 su commissione di Mattia d'Asburgo, fratello e successore di Rodolfo.
La forma si ispira alla corona, in particolare per il lavoro degli smalti, copiato nello stile. Una peculiarità dello scettro è che, all'epoca, si credeva fosse il corno di un unicorno (in realtà trattasi del corno di un narvalo).
Un globo crucigero ed uno scettro erano già in uso prima della proclamazione dell'Impero d'Austria, a volte tratti dai regalia di Boemia, altre volte di proprietà privata degli arciduchi d'Austria.
Anche lo scettro e il globo sono conservati, insieme alla corona, presso l'Hofburg di Vienna, in Austria.